# Günther Sand
Günther Georg Sand (* 10. September 1941 in Neustadt an der Donau; † 3. August 1989 in Krumbach) war ein deutscher Grafiker.

## Leben und Werk
Günther Sand entstammt einer alten Coburger, ursprünglich adeligen Familie. Geboren in Neustadt a.d. Donau und aufgewachsen in Krumbach in Schwaben, wandte sich Günther Sand nach einem Sprach- und Betriebswirtschaftsstudium an den Universitäten München, Berlin und Saarbrücken Mitte der 1960er Jahre der darstellenden und bildenden Kunst zu. Nach dem Abschluss seines Studiums am staatlichen Centro Sperimentale de Cinematografia (CSC), Cinecittà Rom, arbeitete er zunächst als Produktionsleiter bei Cavara-Film s.r.l. in Rom, u. a. an dem Spielfilm „L’occhio selvaggio“ (1967). Es folgten Arbeiten als Produktionsassistent bei der Deutschen Film- und Fernsehakademie Berlin, u. a. für Regisseur Peter Lilienthal, bis sich Sand als freiberuflicher Maler und Grafiker in Rom betätigte.
Er gestaltete bspw. die Innendekorationen der Villen von Gunter Sachs und Ernst Wilhelm Sachs in Italien und Deutschland, oder das Interieur der Apartments von Horst Buchholz oder Folker Bohnet und Ann-Monika Bohnet. Seit 1974 war er Art Director für die Grafikfirma Advertising Europa s.r.l. in Rom und arbeitete in diesem Zusammenhang an Werbeaufträgen u. a. für Italcable, Firestone Europa, Texaco Italia, Franklin Mint Italia, Air Malta, Organon Teknika.

„Kopf, Torso, Hände, Beine, Füße – indem [Günther Sand] sie buchstäblich zerstückelt und auf ihre Eigensprache reduziert […], entsteht eine mit dem Pinsel geschaffene Collage, die Bruchstücke werden zu Zeichen eines Alphabets (ein gigantischer Fuß, eine Hand, sinnentstellt), zu grafischen Kürzeln (gemalte Wiedergabe fotografischer Positive-Negative) oder zu Zitaten einer Reihe von Signalen aus Comic-Strips und Reklame-Plakaten. Mit hinein spielt der amerikanische Pop (Lichtenstein, Rosenquist), der Gigantismus, die Anwendung großer chromatischer Flächen – mit einem Nachhall von Klassik, surrealistisch verschlüsselt in einem an den Jugendstil anklingenden neo-romantischen Dekorativismus.“

Günther Sand verstarb in Folge einer HIV-Infektion 1989 im Haus seiner Eltern in Krumbach.

## Einzelausstellungen (Auswahl)
- Galerie SM13 Studio d’Arte Moderna[4] (Leiterin: Valentina Orsini), Via Margutta, Rom, 1973
- Ausstellung der Deutschen AIDS-Stiftung im Bayerischen Rundfunk, Arnulfstraße, München, 1992[5]